# Scampia
Scampia [skamˈpiːa] ist der 27. von den 30 Stadtteilen (Quartieri) der süditalienischen Hafenstadt Neapel. Scampia liegt in der nördlichen Peripherie Neapels und hat den Charakter einer Wohnstadt.
Der Stadtteil Scampia bildet zusammen mit den Stadtteilen Chiaiano und Piscinola eine Verwaltungseinheit, die Municipalità VIII von Neapel.

## Geographie und Demographie
Scampias nördliche Grenze ist gleichzeitig die Grenze der Stadt Neapel. Scampia und Neapel grenzen dort an die Nachbargemeinden Melito, Casandrino und Arzano. Im Süden grenzt es an die Stadtteile Piscinola, Miano und Secondigliano.
Scampia liegt etliche Kilometer vom historischen Zentrum Neapels entfernt. Zusammen mit benachbarten Stadtteilen bildet Scampia die nördliche Peripherie, welche von Grünflächen und Hügeln (nämlich von den beiden Parks Parco Metropolitano delle Colline di Napoli und dem – auf einem Hügel liegenden – Parco di Capodimonte) von den anderen Stadtteilen abgetrennt und nur über mehrere größere Straßen erreichbar ist.
Scampia ist 4,23 Quadratkilometer groß, im Jahr 2009 hatte der Stadtteil 37.572 Einwohner. Das ergibt eine offizielle Bevölkerungsdichte von 8.882 Einwohnern pro Quadratkilometer. Neben den amtlich registrierten Einwohnern leben in Scampia allerdings auch äußerst viele unregistrierte. Man schätzt sie auf circa 30.000, was die Einwohnerzahl und die Bevölkerungsdichte fast verdoppeln würde. Im Jahr 2009 wurden in Scampia 396 Kinder geboren und es starben 367 der Einwohner. Im gleichen Jahr gab es 835 Zuzüge und 923 Wegzüge.
Es gibt den Stadtteil erst seit dem Jahr 1985, in dem Scampia aus Teilen von drei anderen Stadtteilen (Piscinola, Miano, Secondigliano) gebildet wurde. Damit ist Scampia der jüngste der 30 Stadtteile.
Entwicklung der Einwohnerzahl Neapels und Scampias (in Tausend)

## Bauwerke

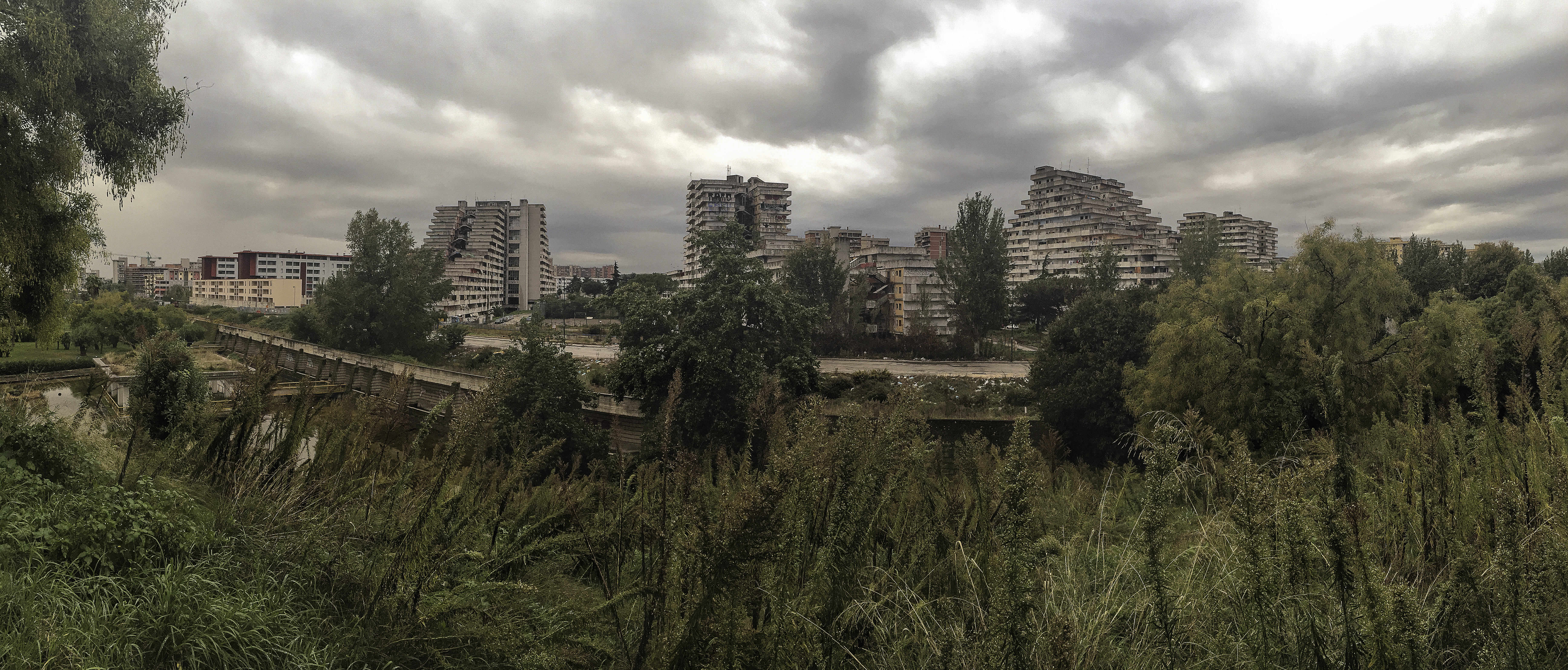
Panorama der Vele di Scampia

Das Stadtviertel Scampia ist zu weiten Teilen mit großen Wohnkomplexen bebaut. Europaweit bekannt sind die so genannten Vele. Ein weiterer Bau sind – wie die Vele gelten sie als soziale Brennpunkte – die wegen ihrer leichten Pilzform so genannten „Schlumpfhäuser“ (Case dei Puffi).
Obwohl es immer noch den Namen des angrenzenden Stadtteils Secondigliano trägt, liegt das Gefängnis Centro Penitenziario di Secondigliano im Gebiet von Scampia. Neben Poggioreale ist es das zweite große Gefängnis Neapels. Ende des Jahres 2009 waren 1.136 Personen inhaftiert.
Wie auch in anderen Stadtteilen Neapels gibt es in Scampia Ansiedelungen von Roma, meist ohne Kanal, Wasser und Strom. Im Jahr 1997 waren es sieben Siedlungen, alleine in der Barackensiedlung an der Metrostation lebten 700 Roma.
Wegen der billigen Immobilienpreise entstanden in Scampia auch von Zäunen umgebene „bessere“ Wohnblöcke, deren Eingänge von Portieren kontrolliert werden.
Es gibt einige Sportstätten und vier Kirchen: San Giuseppe Moscati, Santa Maria Maddalena, Santa Maria Buon Rimedio, Resurrezione und eine Institution der Jesuiten, das Centro Hurtado. Direkt am Park befindet sich das Jugendzentrum Mammut. Auch etliche öffentliche Einrichtungen gruppieren sich um den Platz, in dem sich der Park befindet.
Am 17. Oktober 2022 wurde am Standort des abgerissenen Vela H das neue medizinische Zentrum der Universität Federico II. eröffnet. Entworfen wurde das Gebäude von dem 2020 verstorbenen Architekten Vittorio Gregotti.

## Stadtplanerisches
Im Jahr 1962 wurde vom italienischen Staat ein Gesetz mit der Nummer 167 (legge 167) verabschiedet. In ihm wurde ein Plan (Piani di Edilizia Economica Popolare (PEEP)) zum möglichst ökonomischen Bau von großen Wohnvierteln in den Städten ganz Italiens beschlossen (Sozialer Wohnbau, Schlafstadt). Die dafür auszusuchenden Flächen nannte man Zone 167. Sie lagen meist in der Peripherie, also außerhalb der Stadtzentren und sollten mit einer eigenständigen Infrastruktur ausgestattet werden. Scampia entstand im Zuge dieses Gesetzes.

## Probleme
Im Bereich der Stadtplanung kritisieren Journalisten und Buchautoren oft die „unmenschliche“ Bauweise des Wohnviertels. Scampia wird von riesigen Wohnbauwerken dominiert, zwischen denen große Straßen und weite unbebaute Flächen liegen. Hauptkritikpunkt ist allerdings das Fehlen wichtiger Infrastruktur.
Im letzten Jahrzehnt richtete sich die Aufmerksamkeit der italienischen Medien öfters auf Scampia. So gilt es als der Stadtteil mit dem größten Anteil am von der Camorra organisierten Drogenhandel. In den Jahren 2004 und 2005 fand die so genannte Faida di Scampia (Fehde von Scampia) zwischen zwei rivalisierenden Clans der Camorra statt. Allein im Zuge dieser Fehde sind an die 70 Personen ermordet worden. Darunter nicht nur in den Drogenhandel involvierte Camorristi, sondern auch Familienangehörige, sowie Personen, die mit Camorristi verwechselt worden sind.
Einige Fakten, sowie gravierende Probleme in Zahlen:
- Schulabbrecher 13,4 % (Neapel 5 %)
- Jugendarbeitslosigkeit 61,7 % (Neapel 42 %); Arbeitslosigkeit unter den Frauen 73,4 % (Neapel 49,1 %)
- Familien mit mehr als fünf Kindern: 25,9 % (Neapel 9,6 %)
- Die starke Präsenz der organisierten Kriminalität in Form der Camorra in Scampia wird von der Commissione parlamentare antimafia bestätigt.

## Filme, Dokumentationen
- Szenen des Films Gomorrha – Reise in das Reich der Camorra und der Fernsehserie Gomorrha spielen in Scampia.